# Hydroglyphus
Hydroglyphus là một chi bọ cánh cứng trong họ Dytiscidae.
Chi này được Motschulsky miêu tả khoa học năm 1853.

## Các loài
Các loài trong chi này gồm:
- Hydroglyphus aethiopicus (Régimbart, 1907)
- Hydroglyphus amamiensis (Satô, 1961)
- Hydroglyphus angularis (Klug, 1834)
- Hydroglyphus angulolineatus (Guignot, 1956)
- Hydroglyphus annamita (Régimbart, 1889)
- Hydroglyphus apertus (Guignot, 1941)
- Hydroglyphus baeri (Régimbart, 1895)
- Hydroglyphus balkei Hendrich, 1999
- Hydroglyphus basalis (W.J. Macleay, 1871)
- Hydroglyphus bilardoi Biström, 1986
- Hydroglyphus borkuanus (Bruneau de Miré & Legros, 1963)
- Hydroglyphus capitatus (Régimbart, 1895)
- Hydroglyphus circulatus (Régimbart, 1889)
- Hydroglyphus confusus (Klug, 1834)
- Hydroglyphus crassifrons (Régimbart, 1903)
- Hydroglyphus daemeli (Sharp, 1882)
- Hydroglyphus dakarensis (Régimbart, 1895)
- Hydroglyphus divisus (Régimbart, 1893)
- Hydroglyphus erannus (Guignot, 1956)
- Hydroglyphus farquharensis (Scott, 1912)
- Hydroglyphus flammulatus (Sharp, 1882)
- Hydroglyphus flaviculus Motschulsky, 1861
- Hydroglyphus flavoguttatus (Régimbart, 1895)
- Hydroglyphus flumineus (Omer-Cooper, 1959)
- Hydroglyphus fufai (Omer-Cooper, 1931)
- Hydroglyphus fulvaster (Guignot, 1955)
- Hydroglyphus fuscipennis (Sharp, 1882)
- Hydroglyphus gabonicus Bilardo & Rocchi, 1990
- Hydroglyphus geminodes (Régimbart, 1895)
- Hydroglyphus geminus (Fabricius, 1792)
- Hydroglyphus godeffroyi (Sharp, 1882)
- Hydroglyphus grammopterus (Zimmermann, 1928)
- Hydroglyphus gujaratensis (Vazirani, 1973)
- Hydroglyphus hamulatus (Gyllenhal, 1813)
- Hydroglyphus hummeli (Falkenström, 1932)
- Hydroglyphus incisus Biström, 1986
- Hydroglyphus incognitus Biström, 1986
- Hydroglyphus inconstans (Régimbart, 1892)
- Hydroglyphus infirmus (Boheman, 1848)
- Hydroglyphus instriatus (Zimmermann, 1928)
- Hydroglyphus intermedius Biström, 1986
- Hydroglyphus japonicus (Sharp, 1873)
- Hydroglyphus kalaharii (Pederzani, 1982)
- Hydroglyphus kifunei (Nakane, 1987)
- Hydroglyphus koppi (Régimbart, 1895)
- Hydroglyphus laeticulus (Sharp, 1882)
- Hydroglyphus leai (Guignot, 1942)
- Hydroglyphus lenzi (Gschwendtner, 1930)
- Hydroglyphus licenti (Feng, 1936)
- Hydroglyphus lineolatus (Boheman, 1848)
- Hydroglyphus lobulatus (Wewalka, 1980)
- Hydroglyphus luteolus (Régimbart, 1899)
- Hydroglyphus major (Sharp, 1882)
- Hydroglyphus marmottani (Guignot, 1941)
- Hydroglyphus mastersii (W.J. Macleay, 1871)
- Hydroglyphus milkoi (Omer-Cooper, 1931)
- Hydroglyphus mysorensis (Régimbart, 1903)
- Hydroglyphus noteroides (Régimbart, 1883)
- Hydroglyphus orientalis (Clark, 1863)
- Hydroglyphus orthogrammus (Sharp, 1882)
- Hydroglyphus ovatus (Bilardo, 1982)
- Hydroglyphus paludivagus (Omer-Cooper, 1959)
- Hydroglyphus pendjabensis (Guignot, 1954)
- Hydroglyphus pentagrammus (Schaum, 1864)
- Hydroglyphus perssoni Biström & Nilsson, 1990
- Hydroglyphus plagiatus (H.J.Kolbe, 1883)
- Hydroglyphus pradhani (Vazirani, 1969)
- Hydroglyphus pseudoctoguttatus Biström, 2000
- Hydroglyphus pseudogeminus (Régimbart, 1877)
- Hydroglyphus regimbarti (Gschwendtner, 1936)
- Hydroglyphus rocchii Biström, 1986
- Hydroglyphus roeri Biström & Wewalka, 1984
- Hydroglyphus shalensis (Omer-Cooper, 1931)
- Hydroglyphus signatellus (Klug, 1834)
- Hydroglyphus signatus (Sharp, 1882)
- Hydroglyphus socotraensis Wewalka, 2004
- Hydroglyphus sordidus (Sharp, 1882)
- Hydroglyphus speculum (Bruneau de Miré & Legros, 1963)
- Hydroglyphus splendidus (Gschwendtner, 1930)
- Hydroglyphus strigicollis (Fairmaire, 1880)
- Hydroglyphus striola (Sharp, 1882)
- Hydroglyphus transvaalensis (Régimbart, 1894)
- Hydroglyphus transversus (Sharp, 1882)
- Hydroglyphus trassaerti (Feng, 1936)
- Hydroglyphus trifasciatus (Watts, 1978)
- Hydroglyphus vitchumwii (Gschwendtner, 1935)
- Hydroglyphus zanzibarensis (Régimbart, 1906)